# La Haye (Manche)
La Haye ist eine französische Gemeinde mit 3.986 Einwohnern (Stand: 1. Januar 2022) im Département Manche in der Region Normandie. Sie gehört zum Arrondissement Coutances und zum Kanton Créances.
Sie entstand als Commune nouvelle mit Wirkung vom 1. Januar 2016 durch die Zusammenlegung der bisherigen Gemeinden Baudreville, Bolleville, Glatigny, La Haye-du-Puits, Mobecq, Montgardon, Saint-Rémy-des-Landes, Saint-Symphorien-le-Valois und Surville. Die ehemaligen Gemeinden verfügen in der neuen Gemeinde über den Status einer Commune déléguée. Der Verwaltungssitz befindet sich im Ort La Haye-du-Puits.

## Gliederung
| Ortsteil                           | ehemaliger INSEE-Code | Fläche (km²) | Einwohnerzahl zum 1. Januar 2022 |
| ---------------------------------- | --------------------- | ------------ | -------------------------------- |
| La Haye-du-Puits (Verwaltungssitz) | 50236                 | 05,25        | 1478                             |
| Baudreville                        | 50035                 | 04,67        | 76                               |
| Bolleville                         | 50063                 | 06,09        | 361                              |
| Glatigny                           | 50204                 | 04,99        | 142                              |
| Mobecq                             | 50330                 | 07,99        | 235                              |
| Montgardon                         | 50343                 | 13,32        | 469                              |
| Saint-Rémy-des-Landes              | 50544                 | 08,30        | 215                              |
| Saint-Symphorien-le-Valois         | 50558                 | 05,80        | 813                              |
| Surville                           | 50586                 | 07,40        | 197                              |

## Geografie
La Haye liegt an der westlichen Ärmelkanalküste auf der Halbinsel Cotentin. Nachbargemeinden auf dem Festland sind Port-Bail-sur-Mer mit der Commune déléguée Denneville und Saint-Sauveur-de-Pierrepont im Nordwesten, Saint-Nicolas-de-Pierrepont im Norden, Doville und Neufmesnil im Nordosten, Montsenelle im Osten, Vesly im Südosten, Saint-Germain-sur-Ay und Lessay im Süden sowie Bretteville-sur-Ay im Südwesten.

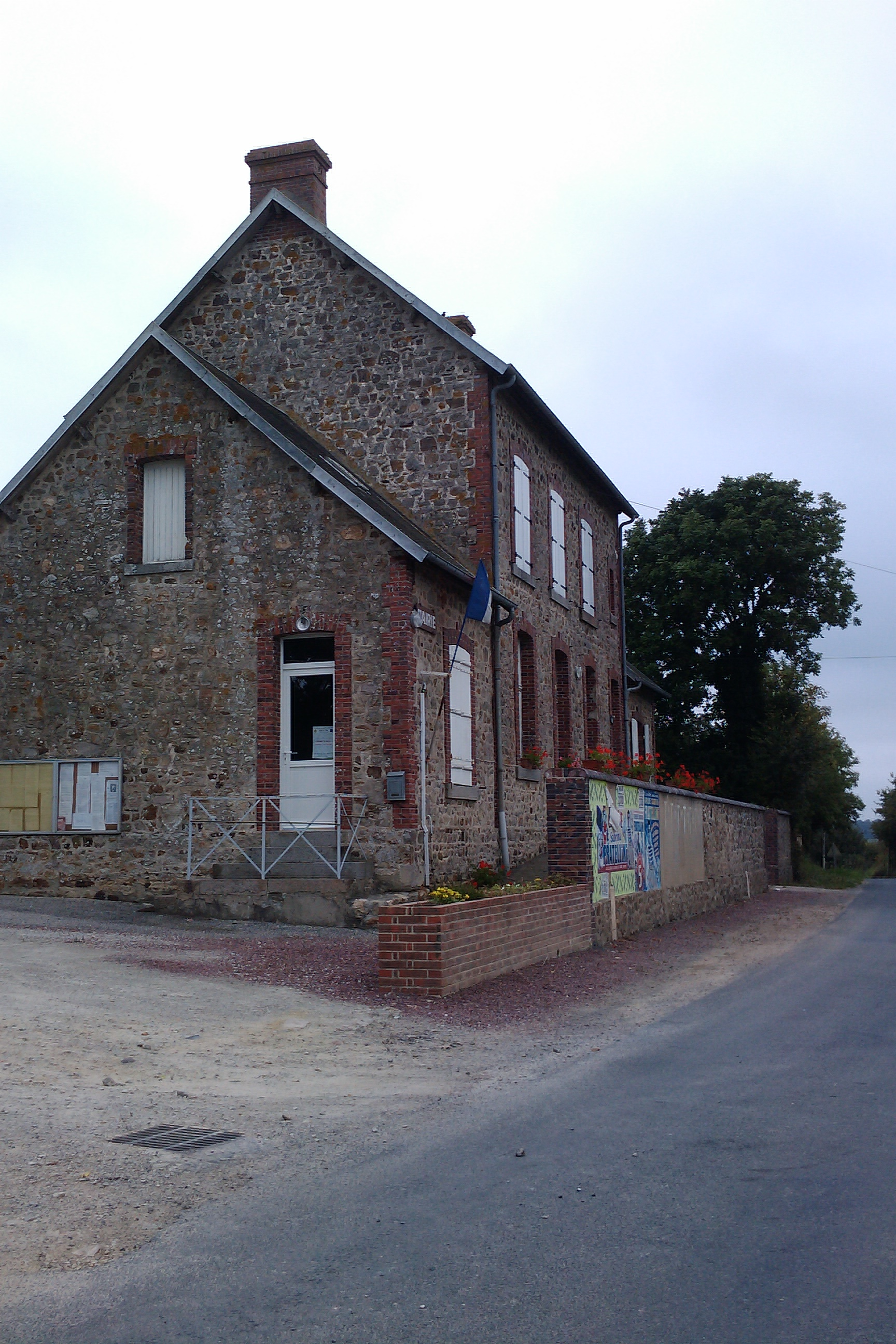
Die ehemalige Mairie von Mobecq
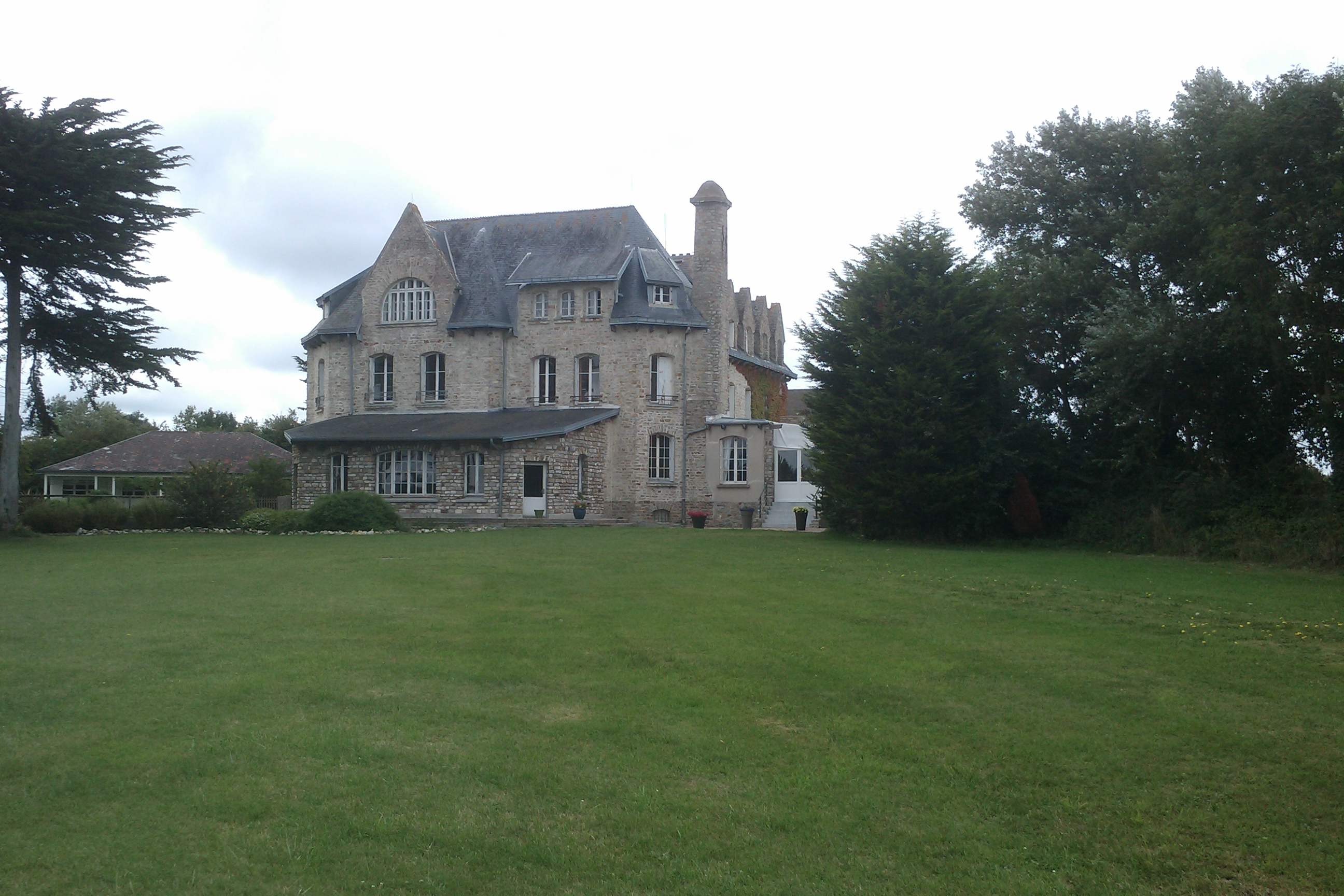
Das Schloss von Surville
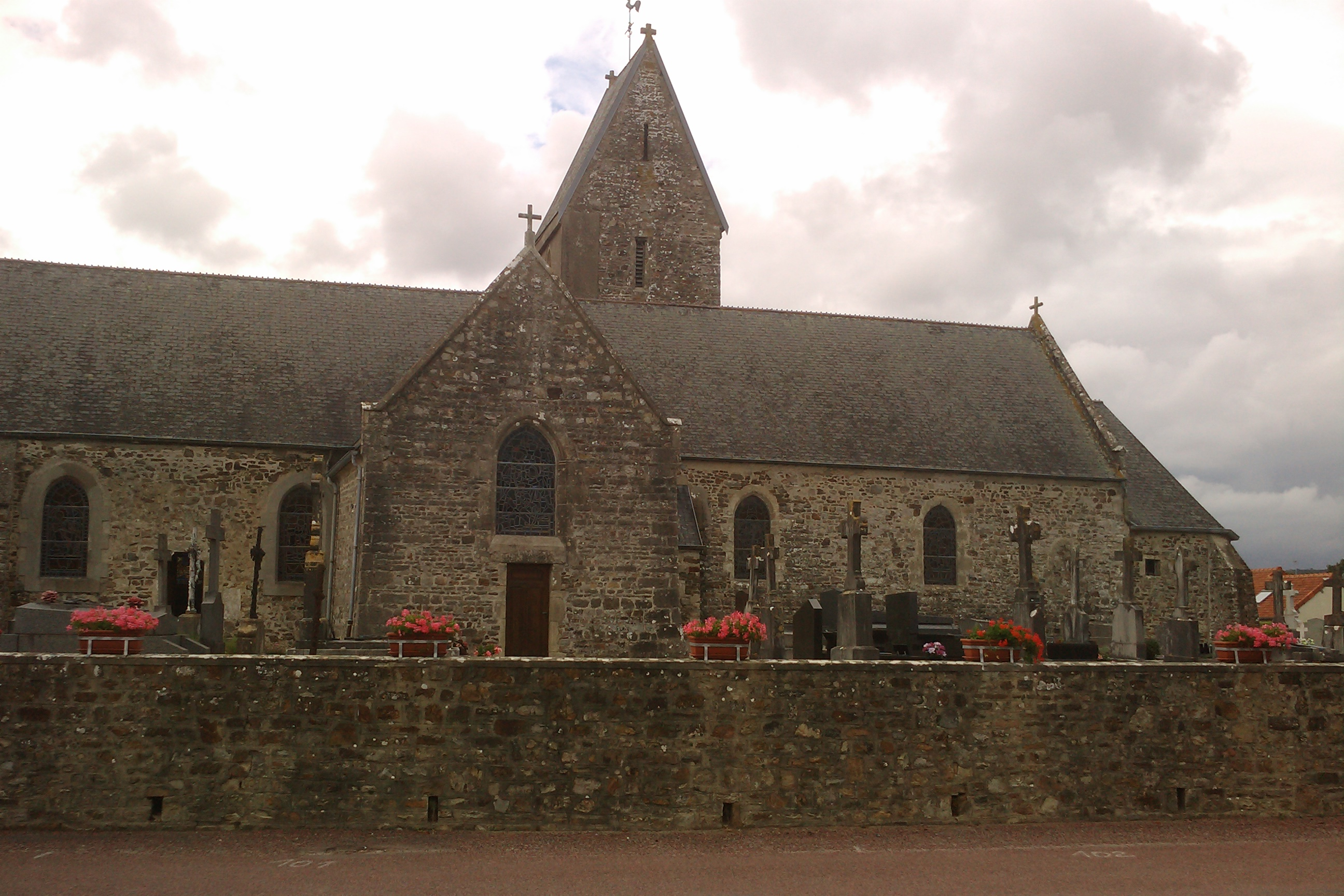
Kirche von Bolleville
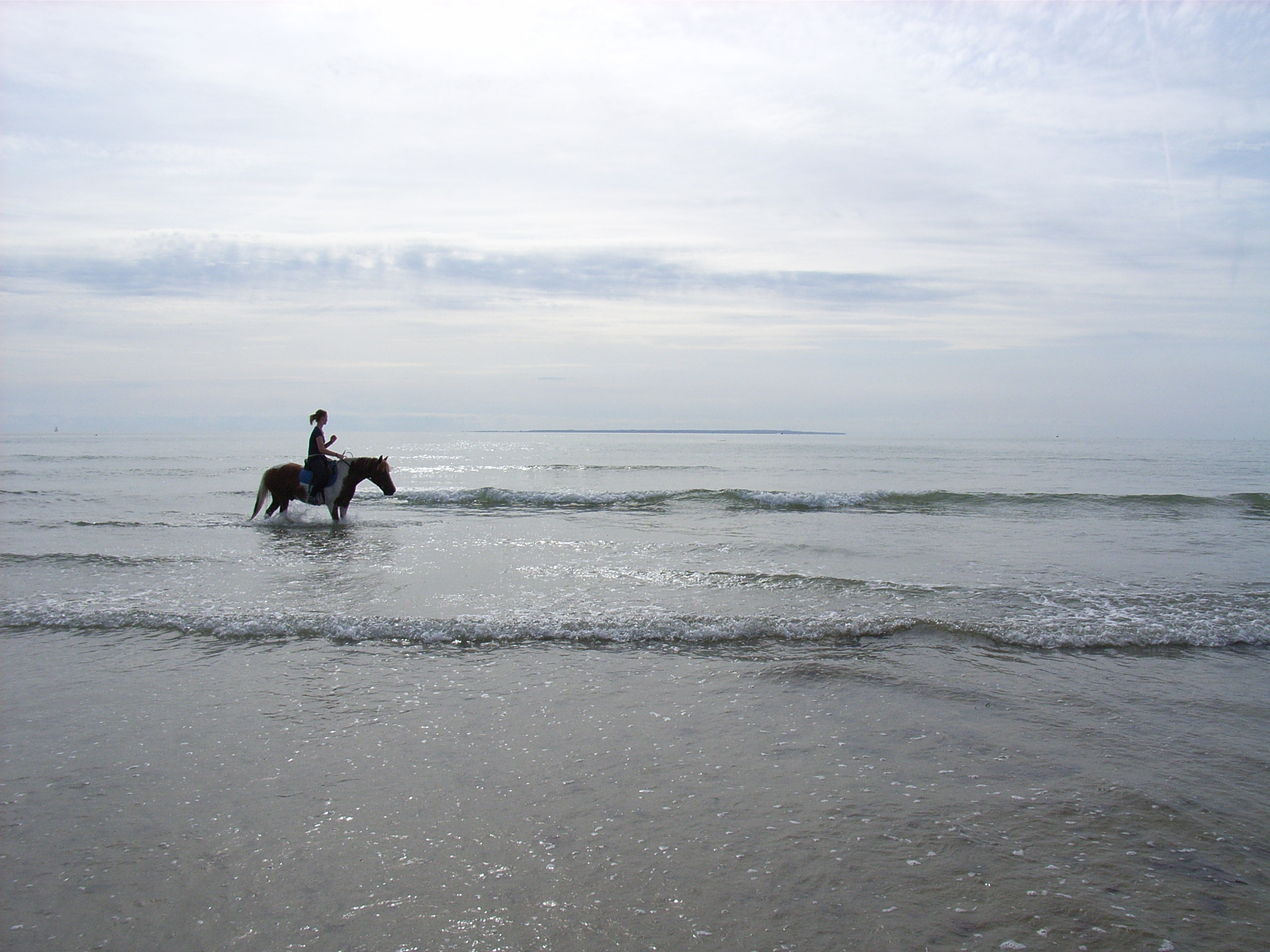
Blick auf den Ärmelkanal bei Saint-Rémy-des-Landes
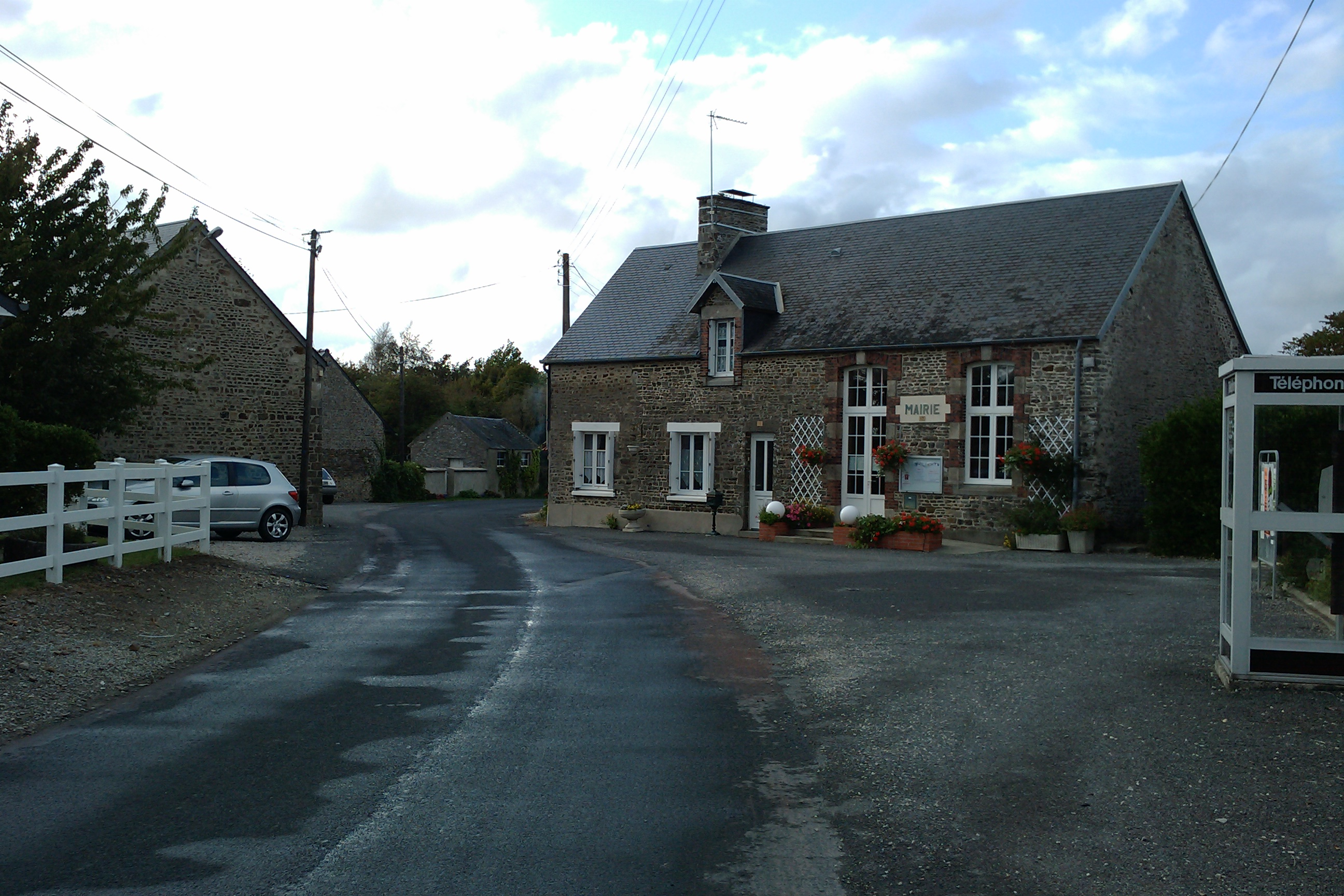
Die ehemalige Mairie von Saint-Rémy-des-Landes
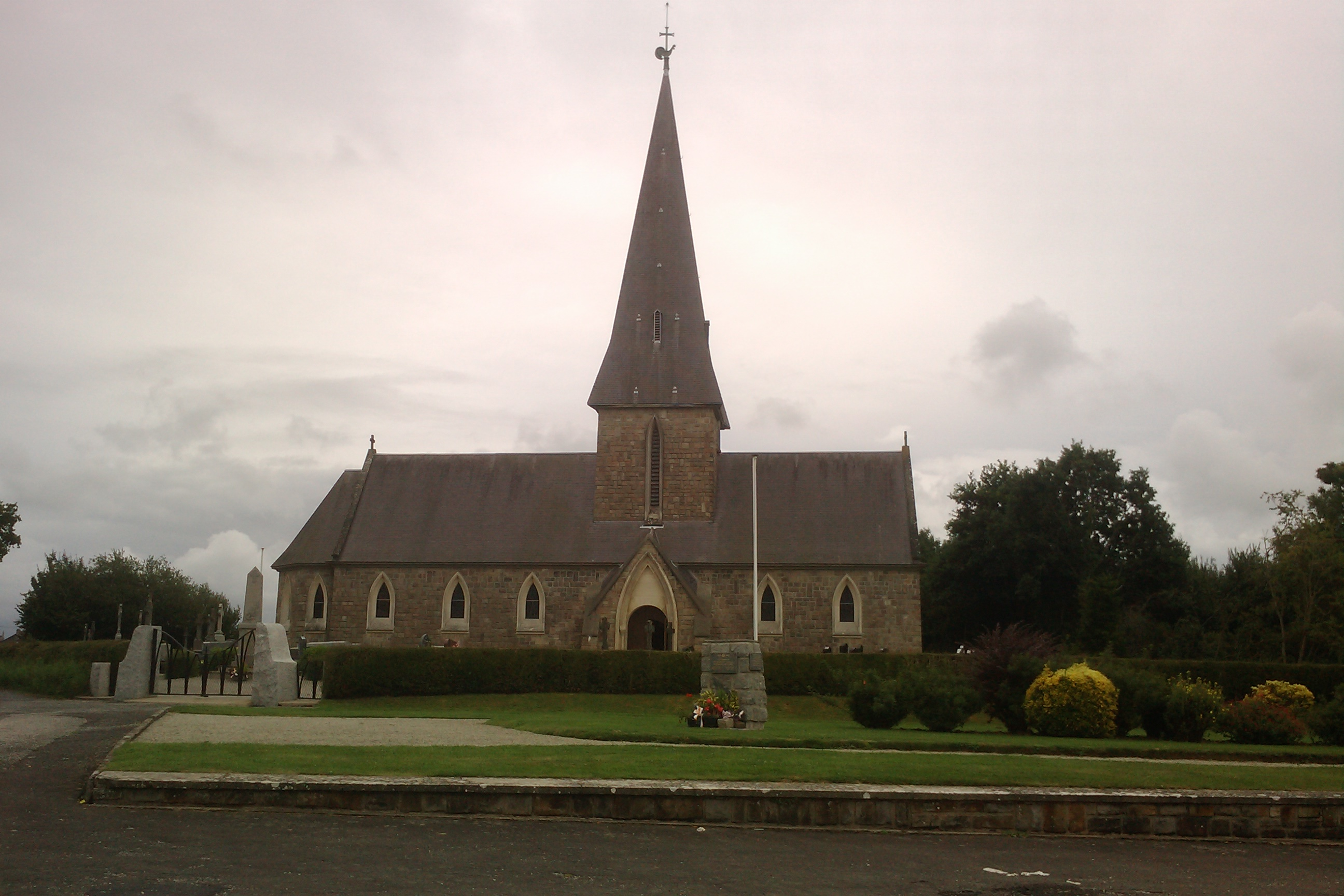
Kirche von Saint-Symphorien-le-Valois
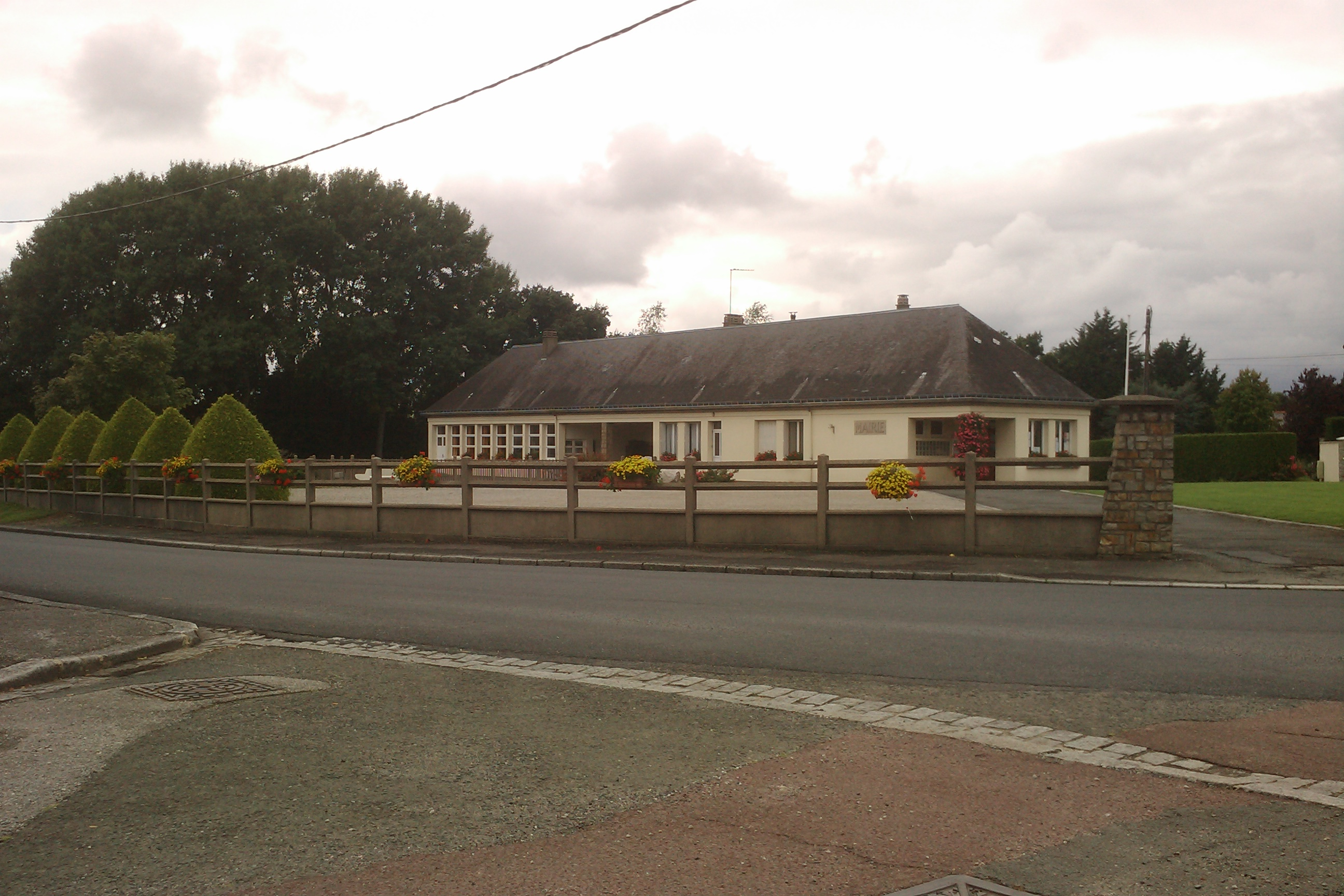
Die ehemalige Mairie von Saint-Symphorien-le-Valois